# 31-й винищувальний авіаційний полк
31-й винищувальний авіаційний полк — авіаційний полк у складі 1-ї змішаної авіаційної дивізії ВКС Росії. Місце дислокації військова частина № 75391 (в/ч 75391) м. Міллерово, Ростовської області, Росія. Входить до складу 1-ї змішаної авіадивізії 4-ї армії ВКС Росії.
У 2016 році на озброєнні полку було: 16 од. МіГ-29 й 20 од. Су-30СМ (бортові номери літаків № 01, № 02, № 03, № 04, № 05, № 06, № 07, № 08, № 09, № 10, № 11, № 12, № 21, № 22, № 23, № 24, № 25, № 26, № 27, № 28).

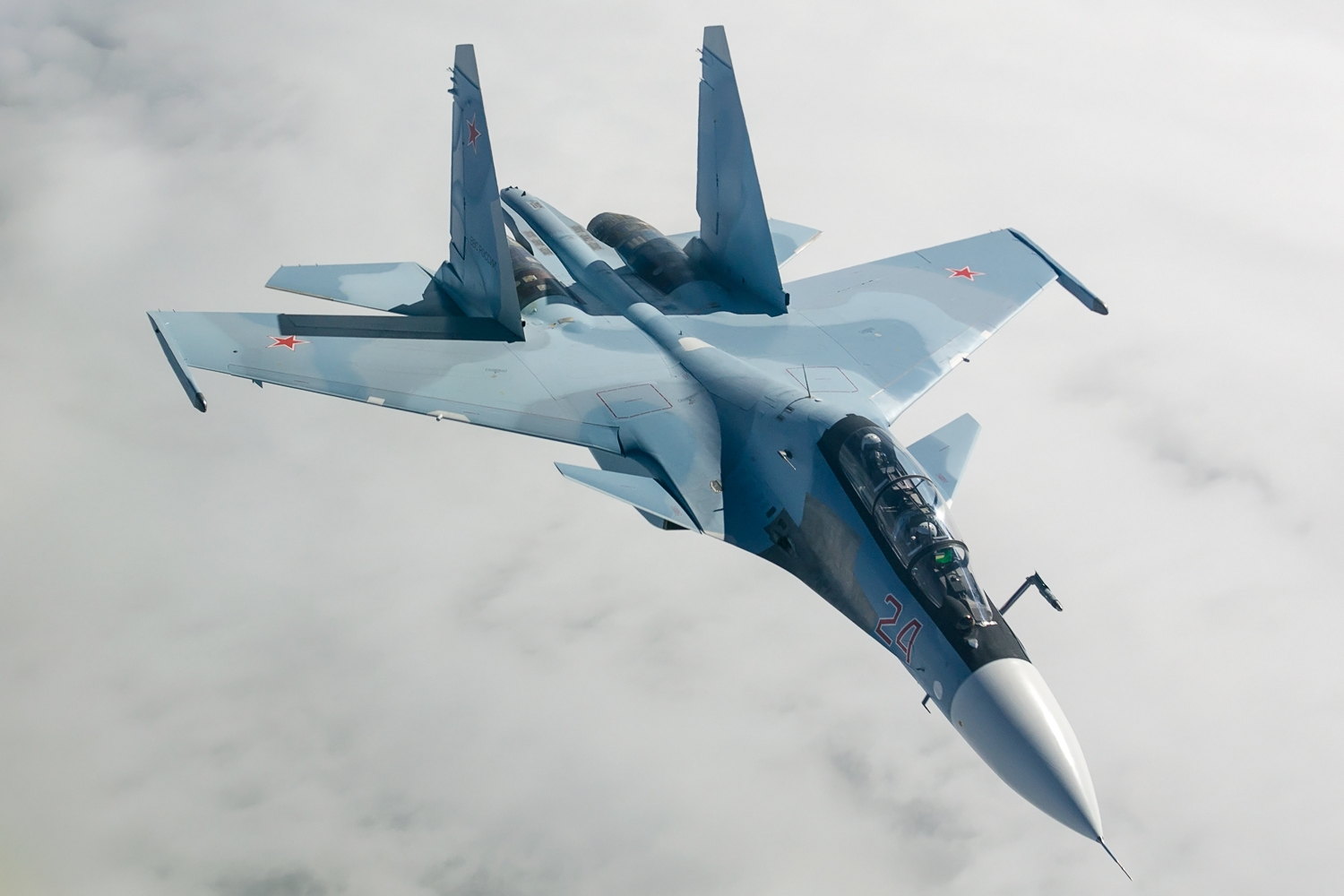
Винищувач СУ-30СМ, Бортовий номер 24 «червоний»

У 2017 році до складу полку надійшло на озброєння 18 літаків СУ-30СМ — двомісні багатоцільові винищувачі покоління 4+.

## Російське вторгнення в Україну (2022)
Від початку російського вторгнення в Україну 24 лютого 2022 року 31-й авіаційний полк бере участь у численних воєнних злочинах — завдання авіаударів по об'єктах інфраструктури та населенню тощо.
19-та ракетна бригада ЗСУ 25 лютого 2022 завдала удару балістичною ракетою «Точка-У» по російській авіабазі Міллерово, де знищила, як мінімум, два новітніх російських винищувачів Су-30.
5 березня 2022 року в Україні загинув заступник командира полку підполковник Олексій Хасанов.